# USL Championship 2020
La USL Championship 2020 è stata la decima edizione della seconda divisione del campionato statunitense di calcio.
In questa stagione alla USL Championship si sono iscritti due nuovi club, il San Diego Loyal e il Miami FC, il quale ha acquisito il titolo sportivo dell'Ottawa Fury. Considerando però il passaggio del Nashville in Major League Soccer, la sospensione delle attività del Fresno e la chiusura della già citata franchigia canadese, il numero di partecipanti si è attestato sulle 35 unità.

## Formula
Inizialmente le squadre sarebbe dovute essere suddivise in due Conference, la Eastern e la Western e ogni club avrebbe dovuto affrontare due volte, una volta in casa e una fuori, ogni altro club appartenente alla propria conference. A seguito dello stop forzato dovuto alla pandemia di COVID-19, per la ripresa delle attività la lega ha comunicato un nuovo formato. Le 35 partecipanti sono infatti state suddivise in 8 gironi suddivisi su base regionale, di cui 5 composti da 4 squadre e altri 3 composti da 5 squadre ciascuno. I club inseriti in un girone da 4 squadre hanno affrontato ogni altro club appartenente al proprio gruppo per quattro volte, due in casa e due in trasferta, più due altre squadre appartenenti ad un altro girone, ma di un'area geografica limitrofa. D'altro canto, i club inseriti in un girone da 5 squadre hanno affrontato ogni club appartenente al proprio gruppo per tre volte, oltre a due ulteriori squadre di un altro gruppo, ma provenienti anch'esse da un'area geografica limitrofa. Al termine delle 16 partite di stagione regolare, le prime due squadre di ogni girone si sono qualificate per i playoff.
Visto che, a causa di diversi casi di COVID-19 riscontrati all'interno di alcune squadre, i club hanno concluso il campionato con un diverso numero di partite disputate, la lega ha stabilito che il primo criterio per la compilazione delle classifiche non fossero i punti conquistati, bensì la media punti per partite disputate. Per questo motivo, oltre che per la divisione in gironi, in questa stagione non è stato assegnato il titolo di campione della regular season.
Nel primo turno dei playoff, i club classificatisi ai primi posti dei rispettivi gironi hanno ospitato le varie seconde classificate (la miglior prima ha affrontato la peggiore seconda, la seconda miglior prima contro la seconda peggior seconda e così via), mentre dal turno successivo a giocare in casa è sempre stata la squadra che ha totalizzato il maggior numero di punti durante la stagione regolare. Nonostante la finale si sarebbe dovuta svolgere, stando a questi in criteri, in casa del Phoenix Rising, il club dell'Arizona ha optato per rinunciare al diritto della partita casalinga, poiché gli ultimi e decisivi tre punti della propria stagione regolare erano arrivati a causa dell'abbandono del campo da parte del San Diego Loyal a seguito di un insulto di stampo omofobo di Junior Flemmings, giocatore del Phoenix, nei confronti di Collin Martin, calciatore dichiaratamente gay militante tra le file del San Diego, sul risultato di 3-1 a favore dei californiani. Tuttavia, a causa di una serie di positività al COVID-19 tra i giocatori dei Tampa Bay Rowdies, la finale del campionato, in programma all'Al Lang Stadium è stata cancellata. La stagione si è dunque conclusa senza un campione ufficiale, ma semplicemente con Tampa Bay e Phoenix dichiarati campioni delle rispettive conference.

## Squadre partecipanti
| Club                         | Città            | Stato             | Girone | Stadio                                         | Affiliazione MLS   |
| ---------------------------- | ---------------- | ----------------- | ------ | ---------------------------------------------- | ------------------ |
| Atlanta United 2             | Atlanta          | Georgia           | H      | Fifth Third Bank Stadium (Kennesaw)            | Atlanta United     |
| Austin Bold                  | Austin           | Texas             | D      | Bold Stadium                                   |                    |
| Birmingham Legion            | Birmingham       | Alabama           | G      | BBVA Field                                     |                    |
| Charleston Battery           | Charleston       | Carolina del Sud  | H      | Patriots Point Soccer Complex (Mount Pleasant) |                    |
| Charlotte Independence       | Charlotte        | Carolina del Nord | G      | Sportsplex (Matthews)                          |                    |
| Colorado Springs Switchbacks | Colorado Springs | Colorado          | C      | Weidner Field                                  | Colorado Rapids    |
| El Paso Locomotive           | El Paso          | Texas             | C      | Southwest University Park                      |                    |
| Hartford Athletic            | Hartford         | Connecticut       | F      | Dillon Stadium                                 |                    |
| Indy Eleven                  | Indianapolis     | Indiana           | E      | Lucas Oil Stadium                              |                    |
| Ventura County               | Los Angeles      | California        | B      | Dignity Health Track Stadium                   | LA Galaxy          |
| Las Vegas Lights             | Las Vegas        | Nevada            | B      | Cashman Field                                  |                    |
| Loudoun Utd                  | Leesburg         | Virginia          | F      | Segra Field                                    | D.C. United        |
| Louisville City              | Louisville       | Kentucky          | E      | Lynn Family Stadium                            |                    |
| Memphis 901                  | Memphis          | Tennessee         | G      | AutoZone Park                                  |                    |
| Miami FC                     | Miami            | Florida           | H      | Riccardo Silva Stadium                         |                    |
| New Mexico Utd               | Albuquerque      | Nuovo Messico     | C      | Rio Grande Credit Union Field at Isotopes Park |                    |
| N.Y. Red Bulls II            | New York         | New York          | F      | MSU Soccer Park at Pittser Field (Montclair)   | N.Y. Red Bulls     |
| North Carolina FC            | Raleigh          | Carolina del Nord | G      | WakeMed Soccer Park (Cary)                     |                    |
| OKC Energy                   | Oklahoma City    | Oklahoma          | D      | Taft Stadium                                   |                    |
| Orange County                | Irvine           | California        | B      | Championship Soccer Stadium                    |                    |
| Philadelphia Union II        | Filadelfia       | Pennsylvania      | F      | Subaru Park (Chester)                          | Philadelphia Union |
| Phoenix Rising               | Phoenix          | Arizona           | B      | Casino Arizona Field (Tempe)                   |                    |
| Pittsburgh Riverhounds       | Pittsburgh       | Pennsylvania      | F      | Highmark Stadium                               |                    |
| Portland Timbers 2           | Portland         | Oregon            | A      | Hillsboro Stadium (Hillsboro)                  | Portland Timbers   |
| Real Monarchs                | Salt Lake City   | Utah              | C      | Zions Bank Stadium (Herriman)                  | Real Salt Lake     |
| Reno 1868                    | Reno             | Nevada            | A      | Greater Nevada Field                           | S.J. Earthquakes   |
| Rio Grande Valley            | Edinburg         | Texas             | D      | H-E-B Park                                     | Houston Dynamo     |
| Sacramento Republic          | Sacramento       | California        | A      | Papa Murphy's Park                             |                    |
| Saint Louis FC               | St. Louis        | Missouri          | E      | West Community Stadium (Fenton)                |                    |
| San Antonio FC               | San Antonio      | Texas             | D      | Toyota Field                                   |                    |
| San Diego Loyal              | San Diego        | California        | B      | Torero Stadium                                 |                    |
| Sporting K.C. II             | Kansas City      | Kansas            | E      | Children's Mercy Park                          | Sporting K.C.      |
| Tacoma Defiance              | Tacoma           | Washington        | A      | Cheney Stadium                                 | Seattle Sounders   |
| Tampa Bay Rowdies            | Tampa            | Florida           | H      | Al Lang Stadium (Saint Petersburg)             |                    |
| FC Tulsa                     | Tulsa            | Oklahoma          | D      | ONEOK Field                                    |                    |

## Classifiche regular season

### Girone A
|  | Pos. | Squadra             | Media Punti | Pt | G  | V  | N | P  | GF | GS | DR  |
|  | ---- | ------------------- | ----------- | -- | -- | -- | - | -- | -- | -- | --- |
|  | 1    | Reno 1868           | 2,25        | 36 | 16 | 11 | 3 | 2  | 43 | 21 | +22 |
|  | 2    | Sacramento Republic | 1.88        | 30 | 16 | 8  | 6 | 2  | 27 | 17 | +10 |
|  | 3    | Tacoma Defiance     | 0.88        | 14 | 16 | 4  | 2 | 10 | 25 | 32 | -7  |
|  | 4    | Portland Timbers 2  | 0.56        | 9  | 16 | 3  | 0 | 13 | 20 | 50 | -30 |

### Girone B
|  | Pos. | Squadra          | Media Punti | Pt | G  | V  | N | P | GF | GS | DR  |
|  | ---- | ---------------- | ----------- | -- | -- | -- | - | - | -- | -- | --- |
|  | 1    | Phoenix Rising   | 2.19        | 35 | 16 | 11 | 2 | 3 | 46 | 17 | +29 |
|  | 2    | Ventura County   | 1.63        | 26 | 16 | 8  | 2 | 6 | 29 | 32 | -3  |
|  | 3    | Orange County    | 1.50        | 24 | 16 | 7  | 3 | 6 | 18 | 18 | 0   |
|  | 4    | San Diego Loyal  | 1.44        | 23 | 16 | 6  | 5 | 5 | 17 | 18 | -1  |
|  | 5    | Las Vegas Lights | 0.69        | 11 | 16 | 2  | 5 | 9 | 24 | 34 | -10 |

### Girone C
|  | Pos. | Squadra                      | Media Punti | Pt | G  | V | N | P  | GF | GS | DR  |
|  | ---- | ---------------------------- | ----------- | -- | -- | - | - | -- | -- | -- | --- |
|  | 1    | El Paso Locomotive           | 2.00        | 32 | 16 | 9 | 5 | 2  | 24 | 14 | +10 |
|  | 2    | New Mexico Utd               | 1.80        | 27 | 15 | 8 | 3 | 4  | 23 | 17 | +6  |
|  | 3    | Colorado Springs Switchbacks | 0.81        | 13 | 16 | 2 | 7 | 7  | 19 | 28 | -9  |
|  | 4    | Real Monarchs                | 0.69        | 11 | 16 | 3 | 2 | 11 | 14 | 25 | -11 |

### Girone D
|  | Pos. | Squadra           | Media Punti | Pt | G  | V  | N | P | GF | GS | DR  |
|  | ---- | ----------------- | ----------- | -- | -- | -- | - | - | -- | -- | --- |
|  | 1    | San Antonio FC    | 2.06        | 33 | 16 | 10 | 3 | 3 | 30 | 14 | +16 |
|  | 2    | FC Tulsa          | 1.67        | 25 | 15 | 6  | 7 | 2 | 21 | 16 | +5  |
|  | 3    | Austin Bold       | 1.38        | 22 | 16 | 5  | 7 | 4 | 30 | 27 | +3  |
|  | 4    | Rio Grande Valley | 0.64        | 9  | 14 | 2  | 3 | 9 | 17 | 28 | -11 |
|  | 5    | OKC Energy        | 0.63        | 10 | 16 | 1  | 7 | 8 | 12 | 29 | -17 |

### Girone E
|  | Pos. | Squadra          | Media Punti | Pt | G  | V  | N | P  | GF | GS | DR  |
|  | ---- | ---------------- | ----------- | -- | -- | -- | - | -- | -- | -- | --- |
|  | 1    | Louisville City  | 2.19        | 35 | 16 | 11 | 2 | 3  | 28 | 12 | +16 |
|  | 2    | Saint Louis FC   | 1.56        | 25 | 16 | 7  | 4 | 5  | 22 | 21 | +1  |
|  | 3    | Indy Eleven      | 1.44        | 23 | 16 | 7  | 2 | 7  | 21 | 19 | +2  |
|  | 4    | Sporting K.C. II | 1.00        | 16 | 16 | 5  | 1 | 10 | 21 | 30 | -9  |

### Girone F
|  | Pos. | Squadra                | Media Punti | Pt | G  | V  | N | P  | GF | GS | DR  |
|  | ---- | ---------------------- | ----------- | -- | -- | -- | - | -- | -- | -- | --- |
|  | 1    | Hartford Athletic      | 2.19        | 35 | 16 | 11 | 2 | 3  | 31 | 24 | +7  |
|  | 2    | Pittsburgh Riverhounds | 2.13        | 34 | 16 | 11 | 1 | 4  | 39 | 10 | +29 |
|  | 3    | N.Y. Red Bulls II      | 0.94        | 15 | 16 | 5  | 0 | 11 | 30 | 37 | -7  |
|  | 4    | Philadelphia Union II  | 0.56        | 9  | 16 | 2  | 3 | 11 | 20 | 45 | -25 |
|  | 5    | Loudoun Utd            | 0.46        | 6  | 13 | 1  | 3 | 9  | 10 | 28 | -18 |

### Girone G
|  | Pos. | Squadra                | Media Punti | Pt | G  | V | N | P | GF | GS | DR  |
|  | ---- | ---------------------- | ----------- | -- | -- | - | - | - | -- | -- | --- |
|  | 1    | Charlotte Independence | 1.75        | 28 | 16 | 8 | 4 | 4 | 24 | 22 | +2  |
|  | 2    | Birmingham Legion      | 1.56        | 25 | 16 | 7 | 4 | 5 | 29 | 19 | +10 |
|  | 3    | North Carolina FC      | 1.27        | 19 | 15 | 6 | 1 | 8 | 17 | 21 | -4  |
|  | 4    | Memphis 901            | 1.07        | 16 | 15 | 4 | 4 | 7 | 24 | 31 | -7  |

### Girone H
|  | Pos. | Squadra            | Media Punti | Pt | G  | V  | N | P  | GF | GS | DR  |
|  | ---- | ------------------ | ----------- | -- | -- | -- | - | -- | -- | -- | --- |
|  | 1    | Tampa Bay Rowdies  | 2.06        | 33 | 16 | 10 | 3 | 3  | 25 | 11 | +14 |
|  | 2    | Charleston Battery | 2.00        | 30 | 15 | 9  | 3 | 3  | 26 | 15 | +11 |
|  | 3    | Miami FC           | 1.00        | 16 | 16 | 4  | 4 | 8  | 20 | 34 | -14 |
|  | 4    | Atlanta United 2   | 0.75        | 12 | 16 | 3  | 3 | 10 | 23 | 33 | -10 |

## Play-off
|  | Ottavi di finale         | Ottavi di finale         | Ottavi di finale     |                      |                          | Quarti di finale         | Quarti di finale | Quarti di finale |  |  | Semifinali | Semifinali | Semifinali |  |  | Finale | Finale | Finale |  |
|  |                          |                          |                      |                      |                          |                          |                  |                  |  |  |            |            |            |  |  |        |        |        |  |
|  | Reno 1868                | Reno 1868                | 4                    |                      |                          |                          |                  |                  |  |  |            |            |            |  |  |        |        |        |  |
|  | Reno 1868                | Reno 1868                | 4                    |                      |                          |                          |                  |                  |  |  |            |            |            |  |  |        |        |        |  |
|  | Ventura County           | Ventura County           | 1                    |                      |                          |                          |                  |                  |  |  |            |            |            |  |  |        |        |        |  |
|  | Ventura County           | Ventura County           | 1                    |                      | Reno 1868                | Reno 1868                | 2 (4)            |                  |  |  |            |            |            |  |  |        |        |        |  |
|  |                          |                          |                      |                      | Reno 1868                | Reno 1868                | 2 (4)            |                  |  |  |            |            |            |  |  |        |        |        |  |
|  |                          |                          | Phoenix Rising (dtr) | Phoenix Rising (dtr) | 2 (5)                    |                          |                  |                  |  |  |            |            |            |  |  |        |        |        |  |
|  | Phoenix Rising (dts)     | Phoenix Rising (dts)     | Phoenix Rising (dtr) | Phoenix Rising (dtr) | 2 (5)                    | 1                        |                  |                  |  |  |            |            |            |  |  |        |        |        |  |
|  | Phoenix Rising (dts)     | Phoenix Rising (dts)     |                      |                      |                          |                          |                  |                  |  |  |            |            |            |  |  |        |        |        |  |
|  | Sacramento Republic      | Sacramento Republic      | 0                    |                      |                          |                          |                  |                  |  |  |            |            |            |  |  |        |        |        |  |
|  | Sacramento Republic      | Sacramento Republic      | 0                    |                      | Phoenix Rising (dtr)     | Phoenix Rising (dtr)     | 1 (4)            |                  |  |  |            |            |            |  |  |        |        |        |  |
|  |                          |                          |                      |                      |                          |                          |                  |                  |  |  |            |            |            |  |  |        |        |        |  |
|  |                          |                          | El Paso Locomotive   | El Paso Locomotive   | 1 (2)                    |                          |                  |                  |  |  |            |            |            |  |  |        |        |        |  |
|  | El Paso Locomotive (dtr) | El Paso Locomotive (dtr) | El Paso Locomotive   | El Paso Locomotive   | 1 (2)                    | 2 (4)                    |                  |                  |  |  |            |            |            |  |  |        |        |        |  |
|  | El Paso Locomotive (dtr) | El Paso Locomotive (dtr) |                      |                      |                          |                          |                  |                  |  |  |            |            |            |  |  |        |        |        |  |
|  | FC Tulsa                 | FC Tulsa                 | 2 (2)                |                      |                          |                          |                  |                  |  |  |            |            |            |  |  |        |        |        |  |
|  | FC Tulsa                 | FC Tulsa                 | 2 (2)                |                      | El Paso Locomotive (dtr) | El Paso Locomotive (dtr) | 1 (5)            |                  |  |  |            |            |            |  |  |        |        |        |  |
|  |                          |                          |                      |                      | El Paso Locomotive (dtr) | El Paso Locomotive (dtr) | 1 (5)            |                  |  |  |            |            |            |  |  |        |        |        |  |
|  |                          |                          | New Mexico Utd       | New Mexico Utd       | 1 (3)                    |                          |                  |                  |  |  |            |            |            |  |  |        |        |        |  |
|  | San Antonio FC           | San Antonio FC           | New Mexico Utd       | New Mexico Utd       | 1 (3)                    | 0                        |                  |                  |  |  |            |            |            |  |  |        |        |        |  |
|  | San Antonio FC           | San Antonio FC           |                      |                      |                          |                          |                  |                  |  |  |            |            |            |  |  |        |        |        |  |
|  | New Mexico Utd (dts)     | New Mexico Utd (dts)     | 1                    |                      |                          |                          |                  |                  |  |  |            |            |            |  |  |        |        |        |  |
|  | New Mexico Utd (dts)     | New Mexico Utd (dts)     | 1                    |                      | Tampa Bay Rowdies        | Tampa Bay Rowdies        | /                |                  |  |  |            |            |            |  |  |        |        |        |  |
|  |                          |                          |                      |                      |                          |                          |                  |                  |  |  |            |            |            |  |  |        |        |        |  |
|  |                          |                          | Phoenix Rising       | Phoenix Rising       | /                        |                          |                  |                  |  |  |            |            |            |  |  |        |        |        |  |
|  | Louisville City          | Louisville City          | Phoenix Rising       | Phoenix Rising       | /                        | 2                        |                  |                  |  |  |            |            |            |  |  |        |        |        |  |
|  | Louisville City          | Louisville City          |                      |                      |                          |                          |                  |                  |  |  |            |            |            |  |  |        |        |        |  |
|  | Pittsburgh Riverhounds   | Pittsburgh Riverhounds   | 0                    |                      |                          |                          |                  |                  |  |  |            |            |            |  |  |        |        |        |  |
|  | Pittsburgh Riverhounds   | Pittsburgh Riverhounds   | 0                    |                      | Louisville City          | Louisville City          | 2                |                  |  |  |            |            |            |  |  |        |        |        |  |
|  |                          |                          |                      |                      | Louisville City          | Louisville City          | 2                |                  |  |  |            |            |            |  |  |        |        |        |  |
|  |                          |                          | Saint Louis FC       | Saint Louis FC       | 0                        |                          |                  |                  |  |  |            |            |            |  |  |        |        |        |  |
|  | Hartford Athletic        | Hartford Athletic        | Saint Louis FC       | Saint Louis FC       | 0                        | 0                        |                  |                  |  |  |            |            |            |  |  |        |        |        |  |
|  | Hartford Athletic        | Hartford Athletic        |                      |                      |                          |                          |                  |                  |  |  |            |            |            |  |  |        |        |        |  |
|  | Saint Louis FC           | Saint Louis FC           | 1                    |                      |                          |                          |                  |                  |  |  |            |            |            |  |  |        |        |        |  |
|  | Saint Louis FC           | Saint Louis FC           | 1                    |                      | Louisville City          | Louisville City          | 1                |                  |  |  |            |            |            |  |  |        |        |        |  |
|  |                          |                          |                      |                      |                          |                          |                  |                  |  |  |            |            |            |  |  |        |        |        |  |
|  |                          |                          | Tampa Bay Rowdies    | Tampa Bay Rowdies    | 2                        |                          |                  |                  |  |  |            |            |            |  |  |        |        |        |  |
|  | Charlotte Independence   | Charlotte Independence   | Tampa Bay Rowdies    | Tampa Bay Rowdies    | 2                        | 1                        |                  |                  |  |  |            |            |            |  |  |        |        |        |  |
|  | Charlotte Independence   | Charlotte Independence   |                      |                      |                          |                          |                  |                  |  |  |            |            |            |  |  |        |        |        |  |
|  | Charleston Battery (dts) | Charleston Battery (dts) | 2                    |                      |                          |                          |                  |                  |  |  |            |            |            |  |  |        |        |        |  |
|  | Charleston Battery (dts) | Charleston Battery (dts) | 2                    |                      | Tampa Bay Rowdies        | Tampa Bay Rowdies        | 1                |                  |  |  |            |            |            |  |  |        |        |        |  |
|  |                          |                          |                      |                      | Tampa Bay Rowdies        | Tampa Bay Rowdies        | 1                |                  |  |  |            |            |            |  |  |        |        |        |  |
|  |                          |                          | Charleston Battery   | Charleston Battery   | 0                        |                          |                  |                  |  |  |            |            |            |  |  |        |        |        |  |
|  | Tampa Bay Rowdies        | Tampa Bay Rowdies        | Charleston Battery   | Charleston Battery   | 0                        | 4                        |                  |                  |  |  |            |            |            |  |  |        |        |        |  |
|  | Tampa Bay Rowdies        | Tampa Bay Rowdies        |                      |                      |                          |                          |                  |                  |  |  |            |            |            |  |  |        |        |        |  |
|  | Birmingham Legion        | Birmingham Legion        | 2                    |                      |                          |                          |                  |                  |  |  |            |            |            |  |  |        |        |        |  |

## Verdetti
- Tampa Bay Rowdies Campione Eastern Conference 2020
- Phoenix Rising Campione Western Conference 2020